# Girlvert
Girlvert ist eine US-amerikanische Pornofilmreihe des Produktionsstudios JM Productions. Bis zum Jahr 2010 wurden 18 Teile der Serie gedreht. 2004 bis 2006 wurde die Serie mit dem AVN Award als Best Continuing Video Series ausgezeichnet. Einzelne Filme der Serie haben auch AVN-Nominierungen erhalten.

## Darsteller
- Girlvert 1 (2002): Alice, Gabriella Banks, Keegan Skyy, Sin-nye

- Girlvert 2 (2002): Ashley Blue, Angel Long, Jasmine Lynn, Julie Night

- Girlvert 3 (2003): Ashley Blue, Ashley Moore, Donna Marie, Jessica Darlin, Misty Mendez

- Girlvert 4 (2003): Ashley Blue, Amber Roxx, Bria Jaye Love, Crystal Ray

- Girlvert 5 (2003): Ashley Blue, Cherry Poppens, Gia Paloma, Nikki Nite, Sophia Ferrari

- Girlvert 6 (2004): Ashley Blue, Alex Divine, Audrey Hollander, Jamie Brooks

- Girlvert 7 (2004): Ashley Blue, Desire Moore, Jillian Foxxx, Melissa Lauren, Tyla Wynn

- Girlvert 8 (2005): Ashley Blue, Kelly Wells, Nadia Sinn, Venus

- Girlvert 9 (2005): Ashley Blue, Chelsea Zinn, Deja Dare, Georgia Peach, Veronica Jett

- Girlvert 10 (2005): Ashley Blue, Cindy Crawford, Sierra Sinn, Simone Schiffer

- Girlvert 11 (2006): Ashley Blue, Amber Wild, Kaci Starr, Roxxxy Rush

- Girlvert 12 (2006): Ashley Blue, Haley Scott, Mia Bangg, Victoria Sin

- Girlvert 13 (2006): Ashley Blue, Alicia Angel, Katja Kassin, Tobi Pacific, Samantha Steele

- Girlvert 14 (2007): Ashley Blue, Chelsie Rae, Kella Monroe, Lorelei Lee

- Girlvert 15 (2007): Ashley Blue, Jennifer Dark, Keeani Lei, Lexi Love

- Girlvert 16 (2007): Ashley Blue, Heather Gables, Jamie Elle, Madison Young

- Girlvert 17 (2008): Ashley Blue, Dana DeArmond, Holly Wellin, Sophie Dee

- Girlvert 18 (2009): Ashley Blue, Amy Brooke, Cindi Loo, Tatiana Kush

## Auszeichnungen
- 2004: AVN Award – Best Continuing Video Series
- 2005: AVN Award – Best Continuing Video Series
- 2006: AVN Award – Best Continuing Video Series[1]
- 2007: AVN Award – Most Outrageous Sex Scene – Girlvert 11 – Ashley Blue, Amber Wild und Steve French in „Meat Is Murder“[2]